# Sigfrid Edström
Johannes Sigfrid Edström, često J. Sigfrid Edström, (Morlanda, Orust, 21. studenog 1870. – Stockholm, 18. ožujka 1964.) bio je švedski poduzetnik, elektro inženjer, športski djelatnik i predsjednik Međunarodnog olimpijskog odbora.

## Životopis
Sigfrid Edström bio je sin brodskog kapetana (Oloaf) Martina Edströma i (Eve) Charlotte Edström, rođ. Ericsson. Oženio se 1899. s Ruth Miriam Randall (1867. – 1944). Poslije njene smrti Sigfrid je živio kao udovac posljednjih 20 godina svog dugog života. U braku je imao djecu: Miriam, Björn, Jane Sigrid i Lenore.
Edström je završio Chalmersovu tehničku školu 1891. a od 1893. studirao je na Eidgenössische Technische Hochschule Zürich. U periodu 1893.—1897. bio je zaposlen kod nekoliko elektro poduzeća a kao inženjer je radio u Züriškom komunalnim tramvajskom poduzeću 1897. – 1900.
Bio je direktor Göteborgškog tramvajskog poduzeća 1900. – 1903., glavni izvršni direktor za ASEA 1903. – 1933. i predsjednik uprave za ASEA 1934. – 1949. Edström je u periodu 1904. – 1922. 
bio član gradskog vijeća u Västeråsu. Bio je jedan od osnivača Švedskog industrijskog sindikata 1910. (čiji je predsjednik bio 1928. – 29). Edström je vodio radove elektrifikacije tramvaja u Göteborgu između 1900. i 1902.
Edström je bio član Međunarodnog olimpijskog odbora (MOO) 1920. – 52. i predsjednik MOO 1946-1952. Bio je osim toga jedan od osnivača Međunarodnog atletskog saveza IAAF i predsjednik IAAF-a 1913. – 46. 
Od 1925. Edström bio je član Kraljevske inženjerske akademije.
Sahranjen je na Hovdestalundskom groblju u Västeråsu.